# Port Vila
Port Vila je hlavní a největší město tichomořského ostrovního státu Vanuatu. Město leží na západní straně ostrova Éfaté v provincii Shefa. Počet obyvatel města je přibližně 40 000. Port Vila je ekonomickým, politickým, dopravním a kulturním střediskem republiky.
V Port Vile je mezinárodní letiště Bauerfield a významný přístav. Sídlí zde parlament, vláda a prezident Vanuatské republiky. Město je sídlem Hospodářské a sociální komise pro Asii a Tichomoří.

## Historie
Oblast města byla osídlena již před začátkem letopočtu Melanésany. Roku 1606 zde přistáli první Evropané pod vedením Pedra Fernandese de Queiróse. Během druhé světové války zde byla americká a australská letecká základna. V prosinci 2024 postihlo hlavní město zemětřesení 7,3 stupně Richterovy škály si vyžádalo 14 lidí a nejméně 200 bylo zraněno.